# 宁洗古
宁洗古（1906年—1930年），名天德，字洗古，河南省邓县（今邓州市）城郊宁营人，宛西自治主要领袖之一。

## 生平
1920年入春风阁邓县县立第一高等小学校，1924年入开封基督教圣安德勒学校，1925年春加入中国共产党，秋在开封考入黄埔军校四期，因国共合作，经批准加入中国国民党，曾在冯玉祥部第二军事教导团任教育长。1926年7月参加北伐。次年任镇平县民团参谋长。
1929年春，宁洗古被河南省主席刘峙委以邓（县）、新（野）民团指挥，遂回邓县成立邓新民团指挥部，划邓县为四个游击大队。南路由崔星五任大队长；东路由红枪会首领雷云亭任大队长，兼全县后备民团团长；北路由裴文轩任大队长；西路由洗古自兼。1930年去省城报告治邓方略，路经泌阳县时被杀害。